# Augusto C. Coello
Augusto Constantino Coello Estévez, conocido como Augusto C. Coello, (*Tegucigalpa, 1 de septiembre de 1882 - San Salvador, 1941) fue escritor, catedrático, poeta y político hondureño.

## Biografía
Augusto C. Coello nació el 1 de septiembre de 1882 en Tegucigalpa.

En 1904 fue Diputado al Congreso Nacional. Formó parte de la delegación consular hondureña en Washington D. C., Estados Unidos de América. Jefe de la Delegación de conferenciantes de "La Cuyamel". Después se ocupó al periodismo siendo Director de publicaciones de los siguientes diarios: "La Prensa Libre", "La República", "El Diario", "El Pabellón Rojo y Blanco" en la república de Costa Rica, "El Imparcial", "En Marcha", "Pro-Patria", en su país Honduras.
Su labor fue fecunda en el campo de la poesía, ensayo, historia y diplomacia. 
Entre el mes de junio a diciembre de 1915, se desempeñó como Alcalde interino de la ciudad de La Ceiba. 
Es autor del Himno Nacional de Honduras (1915), en 1926 es Vocal Primero en la recién conformada Junta Directiva de la Sociedad de Geografía e Historia de Honduras junto a notables personajes de ciencia, autor de los libros "El tratado de 1843 con los indios moscos" (1923) y "Canto a la bandera" (1934). Falleció en la república de El Salvador el 8 de septiembre de 1941 y trasladado sus restos para ser sepultado en el cementerio general de su natal Tegucigalpa.

## Más información
- Himno Nacional de Honduras
- Himno Nacional de Honduras, musicalizador del Himno de Honduras